# Desertiguana
Desertiguana — вимерлий рід ящірок родини Phrynosomatidae. Це монотипний рід, представлений типовим видом Desertiguana gobiensis з пізньокрейдяної формації Барун Гойот Монголії. Desertiguana gobiensis відома з однієї лівої нижньої щелепи.